# 長久手市消防本部
長久手市消防本部（ながくてししょうぼうほんぶ）は、かつて存在した消防本部。管轄区域は長久手市全域。2018年3月31日をもって尾三消防組合に統合され、現在は長久手消防署として運用されている。

## 概要
- 消防本部：長久手市岩作長池51
- 管内面積：21.54km2
- 職員数：58人
- 消防署：1カ所

### 主力機械
2013年4月1日現在
- 消防ポンプ自動車：1
- 水槽付消防ポンプ自動車：1
- 化学消防自動車：1
- 小型動力ポンプ付水槽車：1
- 救助工作車：1
- 屈折はしご付消防自動車：1
- 高規格救急自動車：2
- その他：5

## 沿革
- 1980年4月：長久手町消防本部及び消防署を設置する。
- 2005年
  - 3月1日：2005年日本国際博覧会長久手会場に万博消防署を設置する。
  - 9月30日：万博の終了に伴い、万博消防署を閉鎖する。
- 2012年1月4日：市制施行に伴い長久手市消防本部及び長久手市消防署に改称する。
- 2018年3月31日：豊明市消防本部と共に廃止され、消防業務は尾三消防組合に引き継がれた。

## 組織
- 本部 - 総務課
- 消防署

## 消防署
| 消防署       | 住所       |
| ------------ | ---------- |
| 長久手消防署 | 岩作長池51 |